# Davor Žerjav
Davor Žerjav (Čakovec, 1977.) hrvatski je publicist, fotograf i pedagog (radi kao nastavnik u školi). Bavi se i glazbom. Živi i radi u Čakovcu.

## Publicistika
Piše o fotografiji. Svoje knjige izdaje u nakladi Fotokluba Čakovec. Svoju prvu knjigu „Promišljati fotografski“ izdao je 2011. Knjiga je namijenjena prvenstveno početnicima u fotografiji i svima onima koji žele fotografiji pristupiti promišljeno i temeljito. Ona sabire iskustva čakovečke grupe ljubitelja fotografije na njima svojstven način; njihovim pristupom, metodologijom i estetikom. Predgovor knjizi napisao je Vinko Šebrek. Drugu knjigu „Kôd fotografske slike“ izdao je 2014. Ona je namijenjena fotografskoj i likovnoj publici, medijskim djelatnicima, novinarima, urednicima, ali i fotografima koji žele otkriti kako fotografija funkcionira kao medij. Predgovor je napisao prof. Ivica Kiš. Treću knjiga "LICA" izdao je 2016. To je fotomonografija koja prati njegov najveći istoimeni fotografski projekt. Predgovor knjizi napisao je zagrebački fotograf Max Juhasz. Četvrtu knjigu "Kreativna makrofotografija" izdao je 2016. Knjigu je napisao u koautorstvu s kolegom Petrom Sabolom. To je prvi usko specijalizirani priručnik iz područja makrofotografije izdan u Hrvatskoj. Predgovor knjizi napisao je Siniša Golub.Osim knjiga, objavljuje i članke o fotografiji i fotografskoj literaturi na mrežnim stranicama Fotokluba Čakovec te piše predgovore za fotografske izložbe.

## Fotografija i fotografska edukacija
Fotografija ga prati od rane mladosti i vremena klasične filmske fotografije koju mu je približio njegov otac. Od pojave digitalne tehnologije dublje se posvećuje fotografiji. 2013. pokreće svoj najveći fotografski društveno otvoreni projekt LICA u kojemu tijekom dvije godine rada portretira 501 osobu.

U pedagoškome radu sa svojim učenicima njeguje pristup fotografiji koji je specifičan za Fotoklub Čakovec. Poučava teoriju svjetlosti, tehničke osnove fotografije (principe funkcioniranja fotoaparata i nastajanje fotografske slike, mjerenje svjetla i ekspoziciju, ulogu objektiva), a poseban naglasak stavlja na likovne i medijske vrijednosti fotografije. Osim redakcijskih zadataka (vijesti, fotoreportaže, intervjui, fotostrip), s učenicima radi niz tehničkih i likovno-fotografskih vježbi. Pedagoški rad uglavnom temelji na digitalnim fotoaparatima, no svojim učenicima prenosi i dragocjena znanja o cameri obscuri. U Fotoklubu Čakovec i kao gostujući predavač vodi nekoliko tematski različitih radionica o fotografiji (Portretnu i Reklamnu fotografiju te Ljetnu školu fotografije za djecu).
Član je žirija međunarodnih izložbi fotografije. 

Bavi se portretnom i studijskom fotografijom.

## Vanjske poveznice
Osobne stranice Davora Žerjava

Stranice Fotokluba Čakovec